# Duško Tošić
Duško Tošić (Zrenjanin, Serbia, 19 de enero de 1985) es un exfutbolista serbio que jugaba en el puesto de defensa.

## Trayectoria
Tošić nació en Zrenjanin, Serbia (antigua RFS de Yugoslavia). Empezó su carrera profesional en 2002 en un equipo de su país natal, el OFK Belgrado.
En 2006 se marchó a jugar a Francia con el FC Sochaux. Esa misma temporada conquista la Copa de Francia, al ganar al Olympique de Marsella en la final por penaltis. Al año siguiente fichó por el Werder Bremen de Alemania. El 29 de agosto de 2011 fue fichado por el Real Betis Balompié. Tras su corta actuación en el Real Betis Balompié, el jugador decidió volver a su equipo de origen.

## Selección nacional
Con la selección sub-21 de su país llegó a la final de la Eurocopa sub-21 de 2007, aunque finalmente el título fue a parar a los Países Bajos.
Fue internacional con la selección de fútbol de Serbia en 26 ocasiones. Su debut como internacional se produjo el 15 de noviembre de 2006 en un partido amistoso contra Noruega que finalizó con resultado de empate a uno.
Participó en el Torneo masculino de fútbol en los Juegos Olímpicos de Pekín 2008, aunque su selección no pasó de la fase de grupos. Tošić disputó dos encuentros en esos juegos.
El 1 de junio de 2018 el seleccionador Mladen Krstajić lo incluyó en la lista de 23 para el Mundial.

## Clubes
| Club                               | País                | Año       | Partidos | Goles |
| ---------------------------------- | ------------------- | --------- | -------- | ----- |
| O. F. K. Belgrado                  | Serbia y Montenegro | 2002-2006 | 80       | 6     |
| F. C. Sochaux-Montbéliard          | Francia             | 2006-2007 | 50       | 1     |
| Werder Bremen                      | Alemania            | 2007-2010 | 32       | 0     |
| Portsmouth F. C.                   | Inglaterra          | 2010      | 0        | 0     |
| Queens Park Rangers F. C. (cedido) | Inglaterra          | 2010      | 5        | 0     |
| Estrella Roja de Belgrado          | Serbia              | 2010-2012 | 53       | 1     |
| Real Betis Balompié (cedido)       | España              | 2011      | 2        | 0     |
| Gençlerbirliği S. K.               | Turquía             | 2012-2015 | 94       | 2     |
| Beşiktaş J. K.                     | Turquía             | 2015-2018 | 100      | 7     |
| Guangzhou R&F                      | China               | 2018-2020 | 41       | 6     |
| Kasımpaşa S. K.                    | Turquía             | 2021      | 10       | 0     |

## Palmarés

### Títulos nacionales
| Título               | Club                      | País     | Año  |
| -------------------- | ------------------------- | -------- | ---- |
| Copa de Francia      | F. C. Sochaux-Montbéliard | Francia  | 2007 |
| Copa de Alemania     | Werder Bremen             | Alemania | 2009 |
| Copa de Serbia       | Estrella Roja de Belgrado | Serbia   | 2012 |
| Superliga de Turquía | Beşiktaş J. K.            | Turquía  | 2016 |
| Superliga de Turquía | Beşiktaş J. K.            | Turquía  | 2017 |